# Märrtjärnet (Gräsmarks socken, Värmland, vid Flisåsberget)
Märrtjärnet är en sjö i Sunne kommun i Värmland och ingår i Göta älvs huvudavrinningsområde. Sjöns area är 0,016 kvadratkilometer och den befinner sig 327 meter över havet.